# 슬렛거 로우
슬렛거 로우(영어: Sleggar Law, 일본어: スレッガー・ロウ)는 애니메이션 《기동전사 건담》에 등장하는 가공의 인물이다.
성우는 TV판은 겐다 텟쇼, 극장판 II, III에서는 이노우에 마키오가 담당하였다.

## 같이 보기
- 기동전사 건담